# Kolonia Mikołajki
Kolonia Mikołajki (do 31 grudnia 2002 Tałty-Kolonia) – kolonia w Polsce położona w województwie warmińsko-mazurskim, w powiecie mrągowskim, w gminie Mikołajki.
W latach 1975–1998 miejscowość należała administracyjnie do województwa suwalskiego. 1 stycznia 2003 nastąpiła zmiana nazwy z Tałty-Kolonia na Kolonia Mikołajki.